# Falsoropica tonkinensis
Falsoropica tonkinensis là một loài bọ cánh cứng trong họ Cerambycidae.